# Dinosaurier auf der Autobahn
Dinosaurier auf der Autobahn é uma pintura do artista suíço Giuseppe Reichmuth, obra esta que se tornou célebre nos Estados Unidos e depois no Brasil no começo da década de 1990.

## Contexto
A obra foi feita sob encomenda de Albert Ernst, amigo do pintor, que era dono então de uma galeria de arte em Zurique. Ernst preparava a curadoria da exposição “Green 80”, na cidade de Basiléia, e queria algo inédito de Reichmuth. A obra data de 1980.

## Caracterítsicas
A tela original tem 90 x 120 cm e uma das placas mostra a direção justamente da Basileia. O pintor teria afirmado em entrevista que o homem que controla o triciclo verde esquerda seria Christoph Baumann, músico e fundador do Jerry Dental Kollek Doofs”.[carece de fontes?]

## Legado
Os diretos da obra teriam sido vendidos por 4 mil euros, e divididos entre o pintor e Albert Ernst, que fez a encomenda e isso seria o motivo pelo qual não se vê o nome do autor assinado na obra.[carece de fontes?] No Brasil, em 1990, o pintor carioca Valentim Keppk fez duas versões por encomenda da estamparia paulistana M.a.r.t.i.n.e.l.l.i, fundada em 1935.